# Moulin Loverix
De Moulin Loverix is een watermolen op de Jeker, gelegen aan Rue Wérihet 25 te Eben-Emael.
Het is een onderslagmolen die fungeerde als korenmolen.

## Geschiedenis
Reeds in 1800 bestond deze molen. Ze werd in 1940 getroffen door een Stuka-bom, waarbij dak en watergevel zwaar getroffen werden, maar de maalinrichting en het waterrad intact bleven.
In 2005 werd de molen gerestaureerd en werd een café ingericht (le Moulin de Frangèle). Ook het rad werd hersteld. In 2014 kwam er, na hernieuwd herstel, een pannenkoekhuis annex brasserie in de watermolen.
Het interieur van het restaurant toont de gietijzeren overbrenging en de overgebleven twee (van de drie) maalstoelen.
De molen maakt onderdeel uit van een hoevecomplex dat deels in natuursteen is gebouwd. De watergevel werd, na de bominslag, in baksteen uitgevoerd.